# Lilla fågel blå
Lilla fågel blå är en rocklåt skriven av Staffan Hellstrand och inspelad på dennes album Regn 1993.
Hellstrand har berättat att "Lilla fågel blå" kom till som ett försök att vidareutveckla de musikaliska idéerna i låten "Hela himlen svart" från hans föregående album Eld.
Texten handlar om en ungdomsvän till honom som drabbades av schizofreni. Inledningen "Det kallas himlen ..." har dock gjort att en vanlig tolkning är att den handlar om någon som gått bort.
Låten gav Hellstrand en Grammis för Årets låt 1993 samt Rockbjörnen i kategorin "Årets svenska låt".
Singeln placerade sig som bäst på åttondeplats på den svenska singellistan.
I Dansbandskampen 2009 framfördes låten av Highlights.
Låten gavs 2023 en ny tolkning av Jonathan Johansson i TV-programmet "Så Mycket Bättre".

## Listplaceringar
| Lista (1993-1994) | Position |
| ----------------- | -------- |
| Sverige           | 8        |